# 宇宙機関
宇宙機関（うちゅうきかん英: Space agency）とは、宇宙開発を行う政府系の機関・組織である。
宇宙開発は多大の予算・人員・機材を必要とし、また高度な科学技術を必要とする。そのため、宇宙開発の初期段階においては政府系宇宙機関のみが、それを行っていた。技術発展や資本の発達により、民間企業でも商業衛星の打上げを行うようになってきている。高い安全性が求められる有人宇宙飛行は限られた宇宙機関のみが実施できるものままであり、宇宙探査機などの科学衛星、偵察衛星などの軍事衛星は、宇宙機関が打上げなどを請け負っている。宇宙開発には多大な費用が必要なこともあり、国際的な連携も深まっている。

## 日本の宇宙機関
日本の宇宙機関には宇宙航空研究開発機構 (JAXA) があり、独立行政法人である。独立行政法人の中では最大規模の組織で、2003年10月1日付で宇宙科学研究所 (ISAS) ・航空宇宙技術研究所 (NAL) ・宇宙開発事業団 (NASDA) の3機関が統合して発足した。
2009年（平成21年）現在では国際共同計画として国際宇宙ステーション (ISS) に関わる実験棟「きぼう」、宇宙ステーション補給機、準天頂衛星システム計画などが予定されている。

## アメリカの宇宙機関
アメリカの宇宙機関にはアメリカ航空宇宙局 (NASA) があり、宇宙開発の分野では、世界で最も進歩した国家機関である。アポロ計画、スペースシャトル計画、国際宇宙ステーション計画の主導などで名高い。